# Conselho de Paz
O Conselho para a Paz em Casa (em turco:  Yurtta Sulh Konseyi), alternativamente chamado de Conselho de Paz, alegou ser um órgão executivo que liderou uma tentativa de golpe na Turquia a partir de 15 de julho de 2016 e terminou em 16 de julho de 2016. O nome foi tornado público em um comunicado lido no ar durante a tomada temporária de 15 de julho de 2016 por soldados da sede da emissora estatal turca TRT. O grupo foi supostamente formado dentro das Forças Armadas turcas clandestinamente. Foi declarado o conselho governante da Turquia durante a tentativa de golpe. A existência do conselho foi anunciada pela primeira vez por Tijen Karaş, âncora de notícias do canal de notícias estatal TRT, supostamente sob a mira de uma arma.
O nome “Peace at Home Council” é derivado de 'Paz em Casa, Paz no Mundo', sendo uma famosa citação de Atatürk. Embora tenha sido autodeclarado como o sucessor do atual 65.º governo da Turquia, os cidadãos que foram às ruas fracassaram na tentativa de golpe, o que significou que o Conselho não assumiu o poder de fato nem de jure no país.

## Eventos
A formação do conselho e sua destituição do governo do Partido da Justiça e Desenvolvimento (AKP) foram anunciadas ao vivo na emissora estatal TRT depois que soldados assumiram a sede da emissora. Os objetivos declarados do conselho eram “restaurar a ordem constitucional, os direitos humanos e as liberdades, o estado de direito e a segurança geral prejudicados”. Nenhuma informação definida sobre os membros e estrutura do conselho foi dada e o TRT suspendeu a transmissão logo após a entrega do comunicado anunciando a criação do conselho.

## Declaração e análise subsequente
O comunicado lido no ar na sede do TRT, dizia (em turco) que:
“É o desejo e a ordem das Forças Armadas Turcas que esta declaração seja transmitida em todos os canais da República Turca. Os valiosos cidadãos da República Turca têm sido sistematicamente sujeitos a infrações constitucionais e legais que ameaçam as características básicas e instituições vitais do Estado, enquanto todas as instituições do Estado, incluindo as Forças Armadas turcas, sofreram tentativas de serem redesenhadas com base em motivos ideológicos, tornando-as impróprias para o propósito. Direitos e liberdades fundamentais, bem como a estrutura jurídica democrática secular baseada na separação de poderes foram abolidos pelo presidente e funcionários do governo desatentos, equivocados e até mesmo traiçoeiros. Nosso Estado perdeu sua legítima reputação internacional e se tornou um país governado por uma autocracia baseada no medo e onde os direitos humanos fundamentais são negligenciados. Da elite política resultaram no fracasso no combate ao terrorismo crescente, que ich tirou a vida de vários cidadãos inocentes e forças de segurança que lutaram contra o terror. A corrupção e o roubo na burocracia atingiram níveis graves, enquanto o sistema judicial em todo o país tornou-se impróprio para o propósito. Nestas circunstâncias, as Forças Armadas Turcas, que fundaram e guardaram até hoje a República Turca sob extraordinários sacrifícios, estabelecida sob a liderança do Grande Atatürk, tem para continuar a unidade indivisível do país na esteira da ideal Paz em casa, paz no mundo de salvaguardar a sobrevivência da nação e do estado, eliminar as ameaças que as vitórias de nossa República enfrentam, eliminar as obstruções de fato ao nosso sistema de justiça, parar a corrupção que se tornou uma ameaça à segurança nacional, permitir operações eficientes contra todas as formas de terrorismo, fazer valer direitos humanos fundamentais e universais a todos os nossos cidadãos, independentemente de raça ou etnia, e restabelecer os valores constitucionalmente consagrados de uma democracia social e jurídica secular Estado, para recuperar a reputação internacional perdida de nossa nação e estabelecer relações mais fortes e cooperar para a paz internacional, estabilidade e serenidade, assumido administração. A governança do Estado será realizada pelo estabelecido Conselho de Paz em Casa. O Conselho de Paz em Casa tomou todas as medidas para garantir o cumprimento das obrigações estabelecidas por todas as instituições internacionais, incluindo as Nações Unidas e OTAN. O governo, que perdeu toda a sua legitimidade, foi demitido do cargo."

### Análise
Um artigo da BBC de Ezgi Başaran disse que “a declaração da junta, lida na TV do governo quando o golpe começou, tinha uma forte semelhança com o famoso discurso de Mustafa Kemal Atatürk à Juventude Turca. […] Por outro lado, dado que essas referências são muito óbvias, elas podem ter sido intencionalmente incluídas para insinuar uma junta kemalista ao invés de uma junta gülenista”.

### Alegações de golpe encenado
Após a tentativa de golpe, comentaristas nas mídias sociais alegaram que “a criação do conselho havia sido encenada para invocar maior apoio ao Partido da Justiça e Desenvolvimento (AKP), com alguns céticos citando a falta de informações sólidas sobre o conselho composição real como evidência de que todo o calvário foi falsificado pelo governo.”

## Composição
Nenhuma declaração oficial sobre a composição do conselho foi dada. Segundo a agência de notícias estatal Anadolu, investigações e alegações subsequentes apontaram para o líder ser o ex-coronel Muharrem Köse, que havia sido demitido no início de 2016 de seu cargo de consultor jurídico do chefe de gabinete devido a suas aparentes ligações com Fethullah Gülen.

## Consequências
O Conselho de Paz acabou sendo incapaz de assumir o poder depois que as forças golpistas foram derrotadas e o governo incumbente do AKP manteve o controle. Mais tarde, foram feitas prisões em massa, visando mais de dois mil soldados, incluindo oficiais superiores e generais. Surgiram especulações de que o ex-comandante da Força Aérea turca Akın Öztürk estava encarregado da tentativa de golpe.